# マンキュード環系
マンキュード環系（マンキュードかんけい、mancude-ring system）とは有機化学の用語のひとつ。環系のうち、集積していない（X=X=X のように連続していない）二重結合の数が最大となっているもの。"maximum number of noncumulative double bonds" の略。
例えば、ベンゼン環は炭素6個を持つマンキュード環系、チオフェン環は炭素4個と硫黄1個を持つマンキュード環系のひとつである。偶数個の炭素からなる単環のマンキュード環系は特にアヌレンと呼ばれる。